# Kazimierz Moczarski
Kazimierz Damazy Moczarski (Pseudónimos: Borsuk, Grawer, Maurycy, Rafal) (21 de julio de 1907-27 de septiembre de 1975) fue un periodista, escritor y capitán del Ejército Nacional Polaco durante la Segunda Guerra Mundial. Es conocido por su obra Conversaciones con un verdugo, libro publicado íntegramente en 1992 y que cuenta las conversaciones que, durante 9 meses, el autor tuvo con el teniente general de la SS y criminal de guerra nazi, Jürgen Stroop, mientras compartían celda en la prisión de Mokotow de Varsovia.

## Biografía
Nació en 1907 en Varsovia. Era hijo de Jan Damazy, profesor en un instituto y Michalina Franciszka, también profesora. En octubre de 1926 comenzó sus estudios de Derecho en la Universidad de Varsovia. Durante la carrera fue llamado a filas, al batallón de infantería situado en Bereza Kartuska. Hizo el servicio militar entre 1929 y 1930. En 1932, tras su graduación en la Facultad de Derecho, continuó sus estudios en la Escuela de Periodismo de Varsovia. En 1933 se trasladó a París, donde estuvo estudiando en el Institut des Hautes Études Internationales de la Universidad de París hasta 1935, año en que regresó a su ciudad natal. Se empleó como asesor del ministerio de Trabajo y Seguridad Social como especialista en Derecho Internacional. 
Durante la ocupación alemana de Polonia en septiembre de 1939, Moczarski sirvió como comandante de un pelotón dentro de la 30 División de Infantería en el sitio de Varsovia. 
Tras la invasión se convirtió en miembro activo de la Resistencia polaca a través del Ejército Nacional Polaco en el que Moczarski se integró dentro de su departamento de información con el pseudónimo de "Rafal". En mayo de 1944 pasó a ser responsable del departamento de sabotajes personales cuya función era luchar contra los colaboracionistas polacos y los informadores alemanes. 
Poco antes del levantamiento de Varsovia fue transferido a los servicios de radio y telegrafía del ejército donde fue ascendido a teniente. A finales de 1944 fue nombrado responsable de la oficina de información y propaganda, puesto en el que se mantuvo hasta acabada la guerra en mayo de 1945.
El 11 de agosto de 1945 Moczarski fue arrestado por las autoridades comunistas impuestas en Varsovia tras la ocupación soviética. En enero de 1946 fue sentenciado por un tribunal militar a 10 años de cárcel, pena que sería acortada en 1947 a cinco años. Pero no fue liberado y permaneció en la prisión de Mokotow durante varios años. Allí coincidió en la misma celda con el teniente general (Gruppenführer) de las SS, Jürgen Stroop, acompañado del Untersturmführer, Gustav Schielke, que había servido durante la guerra en la policía alemana de Cracovia. Años después escribió el libro "Rozmowy z katem" (Conversaciones con un verdugo), en el que recapitula sobre las conversaciones que mantuvo durante los meses de convivencia con Stroop, que fue el responsable de la destrucción del gueto de Varsovia entre los meses de abril y mayo de 1943. 
En 1952, en un nuevo juicio abierto a instancias del Tribunal del Distrito de Varsovia, fue condenado a muerte. Un año después la condena le fue conmutada por cadena perpetua. Moczarski, que se encontraba en el corredor de la muerte, no fue informado de este cambio en su condena hasta enero de 1955. El 24 de junio de 1956 fue liberado y, en diciembre de ese mismo año, absuelto de todas la acusaciones que pendían sobre él. Tras su liberación trabajó como periodista en el Kurier Polski en la sección de cartas al director. 
La primera parte de Conversaciones con un verdugo vio la luz en 1972 en la revista Odra. Se siguió publicando mensualmente hasta 1974. En 1977 salió en forma de libro aunque sin referencias a su cautiverio para evitar problemas con la censura del Gobierno comunista polaco. En 1992, poco después de que Polonia recuperase la democracia, vio la luz la primera edición completa de esta obra.
Moczarski murió en Varsovia el 27 de septiembre de 1975.